# Feliks Madejewski
Feliks Madejewski (ur. 13 czerwca 1826 w Ostrowie, zm. 13 lutego 1902 w Krakowie) – prawnik i sędzia, poseł do austriackiej Rady Państwa.

## Życiorys
Ukończył gimnazjum we Lwowie oraz Wydział Prawa Uniwersytetu Lwowskiego (1849). Od 1850 pracował w sądownictwie galicyjskim. Najpierw jak auskultant w Sądzie Karnym (k. k. Criminal Gericht) w Stanisławowie (1850-1855). Potem był adiunktem w Sądzie Krajowym we Lwowie (1855-1858). Zastępca prokuratora w Prokuraturze w Samborze (1859-1867), następnie sędzia w Sądzie Obwodowym w Samborze (1867-1877), członek Izby Notarialnej w Samborze (1874). Radca sądowy Wyższego Sądu Krajowego we Lwowie (1873-1885) oraz asesor Wyższego Sądu w sprawach dochodów skarbowych (1878-1884). Zastępca członka Krajowej Komisji do spraw odkupu i uporządkowania ciężarów gruntowych (1878-1885). Członek Wydziału Galicyjskiej Kasy Oszczędności we Lwowie (1883-1885). Radca sądowy w Sądzie Najwyższym w Wiedniu (1885-1888). Wiceprezydent Wyższego Sądu Krajowego w Krakowie (1888-1892). W 1892 przeszedł w stan spoczynku.
Był przez krótki czas posłem do austriackiej Rady Państwa V kadencji (10 listopada 1873 – 10 grudnia 1873), wybór przeprowadzono w kurii II (gmin miejskich) w okręgu nr 7 (Sambor-Stryj-Drohobycz). Jednak ostatecznie jego wybór unieważniono, a jego konkurent Herman Mises został uznany za zwycięzcę głosowania i to on uzyskał mandat. Przez czas zasiadania w parlamencie austriackim był członkiem Koła Polskiego w Wiedniu.
Rodziny nie założył. Pochowany na cmentarzu Rakowickim w Krakowie.

## Odznaczony
Kawaler Krzyża Wielkiego Orderu Leopolda (1889).